# Sauromates I
Sauromates I, właśc. Tyberiusz Juliusz Sauromates II Filokajsar Filoromajos Eusebes (gr.: Τιβέριος Ἰούλιος Σαυροματης Φιλόκαισαρ Φιλορώμαίος Eυσεbής, Tibérios Ioúlios Sauromatēs Filókaisar Filorṓmaíos Eusebḗs) (zm. 124) – król Bosporu z dynastii Asandrydów od 92 do swej śmierci. Syn króla Bosporu Tyberiusza Juliusza Reskuporisa I Filokajsara Filoromajosa Eusebesa i nieznanej z imienia królowej.
W 92 r. Sauromates I wstąpił na tron bosporański po śmierci ojca Tyberiusza Juliusza Reskuporisa I. Prawdopodobnie odziedziczył swe imię po przodkach ze strony matki. Sauromates był współczesny rządom rzymskich cesarzy Domicjana, Nerwy, Trajana oraz Hadriana. Jak Reskuporis I, tak i on kontynuował po ojcu przebudowę królestwa bosporańskiego, jako półniezależnego państwa. Na swych monetach umieszczał tytuł królewski w języku greckim, który brzmi ΒΑCΙΛΕѠC CΑΥΡΟΜΑΤΟΥ („[Moneta] króla Sauromatesa”).
Przez swego ojca, Sauromates miał perskich, greckich, rzymskich i trackich przodków. Był potomkiem pontyjskich Mitrydatydów, syryjskich Seleucydów, macedońskich Antypatrydów, macedońskich Antygonidów, trackiej dynastii sapejskiej. Poprzez triumwira rzymskiego Marka Antoniusza, był spokrewniony z różnymi członkami rzymskiej dynastii julijsko-klaudyjskiej, pierwszej dynastii rządzącej Imperium Romanum.
Sauromates jest wspomniany w listach senatora Pliniusza Młodszego. Ok. 103 r., Pliniusz służył, jako rzymski gubernator Bitynii. Sauromates wysłał ambasadora (legatus) do Bitynii, by dostarczył dwa listy Pliniuszowi. W swym pierwszym liście poprosił go, by wydał dokument dla posłańca w jego dalszej podróży. Pliniusz uszanował tę prośbę. Drugi list był dla cesarza Trajana. Pliniusz dostarczył tyle wiadomości, ile cesarz powinien poznać. Cesarski wyzwoleniec Likormas wziął drugi list z Bitynii do Rzymu, by dostarczyć Trajanowi. Podróż jego zajęła zapewne 6–8 tygodni.
Reskuporis I lub Sauromates I, ustanowił Fanagorię, jako nową stolicę królestwa bosporańskiego. Pod koniec I stulecia, Pantikapajon, poprzednia stolica państwa, stopniowo tracił na znaczeniu. Wśród powodów, dla którego Fanagoria stała się stołecznym miastem, była wzrastająca popularność bogini Afrodyty i jej kultu w tym mieście.
W 105 r. Sauromates powierzył i wyznaczył kapłana, jako urzędnika nadzorującego odbudowy portyków przy świątyni w Hermonassie. W 110 r. Sauromates ze swego osobistego religijnego oddania wzniósł świątynię poświęconą Afrodycie w Gorgippie (ob. Anapa). Na inskrypcji w języku greckim ku czci Sauromatesa, znalezionej w Nicei (ob. Iznik) na terenie Bitynii, król określany jest honorowym tytułem Ktistes („Założyciel”) – z powodu jego dobroci, hojności oraz wsparcia od Bosporu i Anatolii.
W Pantikapajonie odkryto honorową inskrypcję napisaną w języku łacińskim ku czci Sauromatesa:
Król Tyberiusz Juliusz Sauromates, znakomity przyjaciel cesarza i ludu rzymskiego.
Na niektórych sestercach brązowych znajduje się przedstawienie dwóch głów zwróconych ku sobie. Dzięki legendzie umieszczonej na niektórych tych monetach (TI IOYΛIOY BACIΛEѠC CAYPOMATOY – „[Moneta] Ty[beriusza] Juliusza króla Sauromatesa”), jedna z nich dotyczy samego króla. Drugi wizerunek mający delikatniejsze rysy i inną fryzurę przedstawia kobietę. Należała ona zapewne do rodziny królewskiej, jak świadczy o tym diadem na jej głowie, który jest identyczny z diademem samego króla. Nie jest możliwa odpowiedź na pytanie, czy jest to jego matka czy żona. Na zachowanych monetach ani w żadnych innych źródłach nie dochowało się imię tej królowej. Z nieznaną z imienia żoną i królową miał syna Tyberiusza Juliusza Kotysa, przyszłego króla bosporańskiego. Dał synowi imię na cześć swego dziadka Kotysa I. Przez syna, Sauromates miał potomków na tronie bosporańskim, w tym noszących jego imię.